# Том Беренджер
Том Бе́ренджер (англ. Tom Berenger, уроджений Томас Майкл Мур (англ. Thomas Michael Moore); 31 травня 1949, Чикаго) — американський актор кіно і телебачення, лауреат премій «Золотий глобус» і «Еммі», номінант на премію «Оскар».

## Ранні роки
Томас Майкл Мур народився 31 травня 1949 року в Чикаго (штат Іллінойс, США) в ірландської католицької сім'ї. Його батько працював друкарем для видання «Chicago Sun-Times». Том отримав своє прізвисько Беренджер для професійної кар'єри від шкільного друга, оскільки ім'я Томас Мур вже було в акторській профспілці «Actors' Equity Association» (AEA). Беренджер закінчив у 1967 році середню школу «Rich East High School» Парк Фореста, штат Іллінойс. Після чого навчався журналістиці в «University of Missouri» в Колумбії, Міссурі, бажаючи стати спортивним оглядачем. Під час навчання найбільше захоплювався футболом, як несподівано для самого себе, на суперечку з приятелем погодився зіграти в студентському спектаклі «Хто боїться Вірджинії Вульф?» — успіх був приголомшливий. Публіка по завершенні вистави аплодувала акторам стоячи. Це стало початком артистичної кар'єри після закінчення навчання. Спочатку він грав у регіональному театрі Іллінойсу, а потім переїхав у Нью-Йорк у 1970-х роках.

## Кар'єра
Перш ніж стати успішним актором, Том Беренджер працював стюардом в розореній авіакомпанії «Eastern Air Lines», портьє в колишньому готелі «Alameda Plaza Hotel» (зараз «Inter-Continental Hotel») в «Country Club Plaza» частини Канзас-Сіті, штат Міссурі. Незважаючи на це, Томас навчався акторській майстерності у Нью-Йорку, в студії Герберта Бергхофа і Ути Хаген — «HB Studio». Так як його не хотіли брати на сцену Бродвейського театру, через «занадто гарну зовнішність», він у той час брав участь в офф-Бродвейських постановках, невеликих міні-театрах, де удосконалював свій талант. До найбільш значним театральним робіт слід віднести «End as a Man» (1975), «Татуйована троянда» (1977)
і "Трамвай «Бажання» (1981). Виступаючи в Театрі Лонг Варф в Нью-Хейвені, штат Коннектикут, Том значно покращив свої навички в акторському ремеслі. З трупою Театру Мілвокі, Беренджер встиг відвідати з гастролями Японію.
Беренджер грав у мильних операх і отримав головну роль адвоката Тіма Сігела в серіалі «Одне життя, щоб жити» (1975). Його дебютом у художньому кіно стала роль у фільмі «Поквапся» (1976), незалежному фільмі, зараз забутому, за винятком акторів, які стали відомими. Через рік епізодична роль у фільмі жахів «Вартовий», що стала оплотом для нових кінострічок.
У 1977 році у Беренджера була маленька, але помітна роль вбивці-психопата у фільмі «У пошуках містера Гудбара». У фільмі герой Томаса Беренджера (Гаррі Купер Уайт) погрожує молодій вчительці, отримуючи сексуальне збудження від її звичайного світського життя. Партнером Тома по знімальному майданчику стала відома американська актриса Дайан Кітон. Завдяки цій ролі, Томас серйозно заявив про себе на великому екрані. Паралельно з участю в повнометражних фільмах, він активно знімається в серіалах, зокрема біографічному телефільмі про молодого Джона Кеннеді — «Джонні, я насилу тебе впізнала» для каналу NBC. Тим часом в 29-му випуску спеціалізованого видання «Screen World» авторитетний оглядач Джон Вілліс назвав Томаса Беренджера «Найперспективнішим новим актором року».
Наступною роботою початківця актора стала роль угорського сутенера в еротичній драмі «Хай живуть зрілі жінки» від кінокомпанії «Avco-Embassy Pictures». Не без успіху, Беренджер спробував себе в новому амплуа коханця-спокусника, що йому вдалося вкрай переконливо. Ця картина є однією з небагатьох, де він грає романтичних персонажів.
У 1979 році, він виконав роль Бутча Кессіді у фільмі «Бутч і Санденс: Ранні дні», роль, яку отримав зокрема через його схожості з Полом Ньюманом, який грав персонажа у вестерні «Бутч Кессіді і Санденс Кід» (1969). Ці перші ролі виділили здатність Беренджера грати як лиходіїв, так і героїв.
На початку 1980-х, актор активно знімається в ряді значних картин, що послугувало появі «золотої ери» у творчому початку Беренджера. Томас зіграв Сема Вебера у «Великому розчаруванні» (1983), номінованому на «Оскар». У картині Беренджер постав у образі популярного телевізійного актора і здивував непередбачуваною гідністю і сором'язливістю. Незабаром отримав роль піаніста у фільмі «Едді і «Мандрівники»» (1983), який намагається дізнатися правду про зникнення свого колеги.
Наступним кроком на шляху до успіху стало прийняття запрошення на роль власника стрип-клубу в кримінальному трилері «Місто страху» (1984). Режисер Абель Феррара підкреслив ідею висміювання нічного життя Манхеттена, з його фальшем і розпустою. Беренджер, граючи колишнього боксера, перейнявся роллю настільки, затьмаривши собою навіть характер негативного персонажа.
У 1985 році Томас Беренжер знявся в «Ковбойському рапсодії», де спробував спародіювати Роя Роджерса, відомого виконавця ролей «співаючих ковбоїв», популярних голлівудських вестернах 1940-х. Проте фільм так і залишився непоміченим.
У 1986 році він отримав номінацію на престижну премію «Оскар» за втілення образу сержанта Барнса у фільмі Олівера Стоуна — «Взвод» (1986). Це виконання ролі принесло йому премію «Золотий глобус» за найкращу чоловічу роль другого плану. Старший сержант Боб Барнс, зіграний Беренджером в цій стрічці, сильно відрізняється від персонажів, ролі яких йому доводилося виконувати раніше. Стоун поставив перед актором завдання показати розвиток характеру героя від добросовісного служаки до кривавого вбивці, і він з цим блискуче впорався.
В інших інтерв'ю Беренджер не приховував своєї пристрасті до негативних героїв: «Мені дуже подобається грати їх. В них я знаходжу щось людське, за винятком містера Гудбара. Це був такий слизький характер… Це було схоже на гру Чарльза Менсона. В мене були кошмари після того, як я закінчив зйомки. Я відчував себе підлим. Погані хлопці цікаві, навіть якщо вони тобі не симпатизують.»
У 1987 році Томас Беренджер зіграв поліцейського в трилері «Той, хто мене береже» Рідлі Скотта. Картина провалилася в прокаті, зібравши 10 мільйонів доларів за весь час. Однак, не дивлячись на цей факт, в цілому фільм отримав позитивні відгуки від кінокритиків, відзначаючи чудову акторську роботу.
У 1988 році був заснований «Фонд Акторської Стипендії Тома Беренджера» для нагородження акторів театру за видатну майстерність виконання.
Том продовжував брати на себе непередбачувані ролі, межуючи між кіно і телебаченням з легкістю, граючи камео. Так він постав у ролі сантехніка Джона в останніх двох епізодах телесеріалу «Весела компанія», яким номінувався на премію «Еммі». Повернувшись у кіно, Беренджер зробив послугу своєму другові, режисерові Оліверу Стоуну, з'явившись в невеликій ролі офіцера-вербувальника в «Народженому четвертого липня». Замість того, щоб обмежувати себе в діях, в 1995 році, Томас зайнявся продюсерською діяльністю фільму «Ангел помсти», подібно фотографу, роблячи знімки, які, на його думку, необхідні, щоб бути поміченим. Він продовжував створювати кіно-проекти і заблищав у 1997 році нагородами на врученні премії «Еммі» в міні-серіях «Хлопці що треба», на яких зображено Теодор Рузвельт і його армія під час Іспано-американської війни. Серіал отримав популярність у глядачів і став найбільш значущим в історії кабельного телебачення.
У 1995 році Беренджер разом з продюсером Вільямом Макдональдом заснував кінокомпанію «First Corps Endeavors», яка проіснувала до 1997 року.
У 1997 році він виступив з особливо гарним зображенням короткого лиходійського життя в адаптації Роберта Альтмана — «Лісовик».
У 2006 році Беренджер продовжував грати другорядні ролі, і знявся в коротких міні-серіях "Нічні кошмари і фантастичні видіння.
На початку 2010-го Томас Беренджер продовжує активно зніматися в кіно. Актор, у свою чергу, отримав роль Пітера Браунінга, радника багатого батька Роберта Майкла Фішера (Кілліан Мерфі) в кінофільмі «Початок» Крістофера Нолана, з Леонардо Ді Капріо і Еллен Пейдж в головних ролях. З'являється в таких гостросюжетних бойовиках як «Козирні тузи 2» і «Нещадний», телесеріалі «Грішники і святі».
У 2012 році, Беренджер бере участь у міні-серіалі «Хетфілд і Маккоя» і отримує премію «Еммі» в номінації «Найкращий актор другого плану в міні-серіалі або телефільмі».

## Особисте життя
Томас Беренджер був одружений чотири рази і має шість дітей.
- З 1976 по 1984 рік з Барбарою Вілсон (Мур), у них двоє дітей: Еллісон Мур (р. 1977) і Патрік Мур (р. 1978).
- З 1986 по 1997 рік з Лізою Вільямс, у них три дочки: Челсі Мур (р. 1987), Хлоя Мур (р. 1988) і Шило Мур (р. 1995).
- З 1998 по 2011 рік з Патрісією Альваран, від якої з'явилася ще одна донька: Скаут Мур (р. 1998).

## Премії та номінації
- 1987 — премія «Золотий глобус» і номінація на премію «Оскар» за роль у фільмі «Взвод».
- 1993 — номінант премії «Еммі», "Найкращий актор в комедійному серіалі за роль у ситкомі «Весела компанія».
- 1998 — премія «Lone Star Film & Television Award» в номінації «Найкращий ТБ актор» за роль в серіалі «Хлопці що треба».
- 2000 — премія «Золотий Boot».
- 2004 — премія «Bronze Wrangler» в номінації «Видатні вигадані або невигадані драми» за роль у фільмі «Миротворці».
- 2010 — номінант премії «PFCS Award», «Найкращий акторський ансамбль» за роль у фільмі «Початок».
- 2010 — номінант премії «WAFCA Award», "Найкращий акторський ансамбль за роль у фільмі «Початок».
- 2011 — номінант премії «COFCA Award», «Найкращий акторський ансамбль» за роль у фільмі «Початок».
- 2012 — премія «Еммі» в номінації «Найкращий актор другого плану в міні-серіалі або телефільмі» за роль у міні-серіалі «Хетфілд і Маккоя».

## Фільмографія
| Рік  | Українська назва                               | Оригінальна назва                                            | Роль                      |
| ---- | ---------------------------------------------- | ------------------------------------------------------------ | ------------------------- |
| 1977 |                                                | The Sentinel                                                 | чоловік у фінальній сцені |
| 1978 | Хвала жінці                                    | In Praice of Older Women                                     | Андраш Вайда              |
| 1983 | Едді і «Мандрівники»                           | Eddie and the Cruisers                                       | Френк Ріджуей             |
| 1984 | Місто страху                                   | Fear City                                                    | Метт Россі                |
| 1986 | Взвод                                          | Platoon                                                      | сержант Боб Барнс         |
| 1987 | Той, хто мене оберігає                         | Someone to Watch Over Me                                     | детектив Майк Кеган       |
| 1988 | Вогонь на ураження                             | Shoot to Kill                                                | Джон Нокс                 |
| 1989 | Вища ліга                                      | Major League                                                 | Джек Тейлор               |
| 1989 | Народжений четвертого липня                    | Born on the Fourth of July                                   | сержант Гейс              |
| 1990 | Випадкова любов                                | Love at Large                                                | Гаррі Добс                |
| 1991 | Руйнування                                     | Shattered                                                    | Ден Мерік                 |
| 1993 | Снайпер                                        | Sniper                                                       | Томас Бекет               |
| 1994 | Вища ліга 2                                    | Major League 2                                               | Джек Тейлор               |
| 1994 | Конвоїри                                       | Chasers                                                      | Рок Рейлі                 |
| 1995 | Останній з собачого племені                    | Last of the Dogmen                                           | Левіс Гейтс               |
| 1996 | Заміна                                         | The Substitute                                               | Джонатан Шал              |
| 1998 | Вбивця ворон                                   | A Murder of Crows                                            | Кліфорд Дюброс            |
| 1999 | Ворог мого ворога                              | Diplomatic Siege                                             | Бак Свейн                 |
| 2000 | Затяжний стрибок                               | Cutaway                                                      | Ред лайн                  |
| 2001 | Тренувальний день                              | Training Day                                                 | Стен Ґурські              |
| 2002 | Детоксикація                                   | D-Tox                                                        | Хенк                      |
| 2002 | Лінія нападу                                   | The Junction Boys                                            | Беар Брайант              |
| 2002 | Снайпер 2                                      | Sniper 2                                                     | Томас Бекет               |
| 2003 | Миротворці                                     | Peacemakers                                                  | Джаред Стоун              |
| 2004 | Снайпер 3                                      | Sniper 3                                                     | Томас Бекет               |
| 2004 | Столичне місто                                 | Capital city                                                 | сенатор Фокс              |
| 2005 | На захід                                       | Into the West                                                | полковник Чивінгтон       |
| 2006 | Емі Койн                                       | Amy Coyne                                                    | Мак                       |
| 2006 | Кошмари та сновидіння: З історій Стівена Кінга | Nightmares and Dreamscapes: From The Stories Of Stephen King | Річард Кіннелл            |
| 2009 | Чарлі Валентайн                                | Charlie Valentine                                            | Том Беккер                |
| 2009 | Точка розлому                                  | Breaking Point                                               | Стівен Луїзі              |
| 2010 | Нещадний                                       | Faster                                                       | Начальник                 |
| 2010 | Початок                                        | Inception                                                    | Браунінг                  |
| 2011 | Гальмо                                         | Brake                                                        | Бен Рейнольдс             |
| 2012 | Останнє бажання                                | Last Will                                                    | Френк Емері               |
| 2013 | Звяжися зі мною                                | Reach Me                                                     | Тедді                     |
| 2014 | Перехресний вогонь                             | Bad Country                                                  | Лутін Адамс               |

## Театральні роботи
- 1969 — «Хто боїться Вірджинії Вульф?» — Нік
- 1971 — «Миссурийская легенда» — Говард Френк
- 1972 — «Карнавал Тербера»
- 1975 — «End as a Man» — Жоко де Парі
- 1975 — «Ромео і Джульєтта» — Монтеккі, Солдатів, Тібальт
- 1976 — «Dead Sure»
- 1976 — «The Country Club»
- 1976 — «Одержимість»
- 1976 — «Електра» — Орест
- 1977 — «Татуйована троянда» — Джек Хантер
- 1981 — "Трамвай «Бажання» — Стенлі Ковальські
- 1988 — «Національні гімни» — Король Артур